# Bergstraße

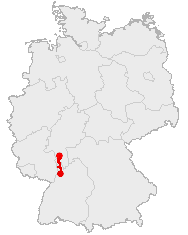
Deutschlandkarte, Bergstraße hervorgehoben

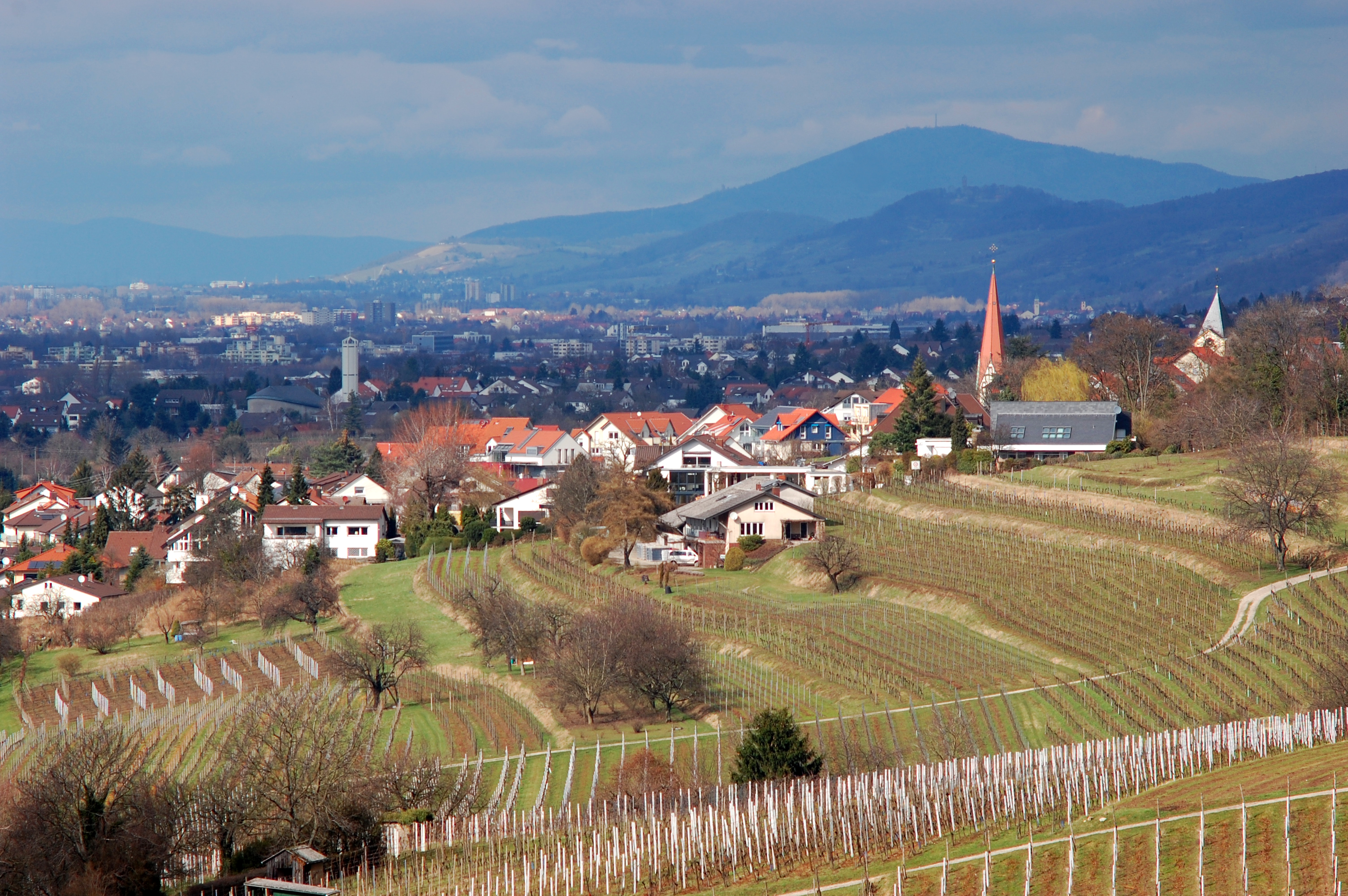
Blick über die Bergstraße nach Norden. Im Vordergrund Leutershausen, im Hintergrund der Melibokus, am linken Bildrand die Silhouette des Hohen Taunus

Bergstraße ist der Name der Straße, die von Darmstadt in Südhessen über Heidelberg nach Wiesloch in Nordbaden führt. Sie verläuft heute zumeist im Rahmen der Bundesstraße 3 auf 68 Kilometer Länge am Übergang von der Oberrheinischen Tiefebene zu Odenwald und Kleinem Odenwald.
Nach dieser Straße sind außerdem der Naturraum Bergstraße (siehe weiter unten bei → Naturräumliche Gliederung), der südhessische Landkreis Bergstraße, das (selbstständige) Weinbaugebiet Hessische Bergstraße und der (unselbstständige) Weinbaubereich Badische Bergstraße des Weinbaugebietes Baden benannt.

## Verlauf
Die Bergstraße verläuft in Nord-Süd-Richtung am Fuß des Odenwaldes und Kleinen Odenwaldes, zumeist etwas oberhalb der Rheinebene. In der Vorzeit hatten sich Rhein und Neckar sowie die Zuflüsse aus dem Odenwald – wie Lauter, Modau und Weschnitz – immer wieder neue Wege gesucht, sodass die Ebene ursprünglich für die Anlage einer Straße zu feucht war. Deshalb wurde die Trasse über weite Strecken in die Hänge und Ausläufer der Berge gelegt und erhielt so ihren Namen. Ihr Verlauf entspricht weitgehend Abschnitten der heutigen Bundesstraße 3.
Die Bergstraße beginnt in Darmstadt-Eberstadt und teilt sich hinter dessen Ortsausgang in die „Alte Bergstraße“ und die etwas weiter westlich verlaufende „Neue Bergstraße“ auf. Bei Zwingenberg vereinigen sich beide Zweige. Man kann jedoch annehmen, dass die Wegeführung in der Entstehungszeit sich dicht an der geographischen Trasse des Odenwaldes entlangzog, da der Granit des Vorderen Odenwaldes sich am Fuß der Gebirgskette noch etwa 1 bis 1,5 km in die Ebene stemmt.
In Lützelsachsen zweigt wiederum eine neue Bergstraße von der alten ab und verläuft westlich der alten Trasse bis zum Ortseingang Heidelberg-Handschuhsheim, wo sich beide Trassen wieder vereinigen. Der weitere Verlauf jenseits des Neckars von Heidelberg bis Nußloch mit maximaler Ausdehnung bis nach Wiesloch wird meist auch noch als Bergstraße bezeichnet, obwohl die landschaftliche und klimatische Besonderheit in diesem Abschnitt weniger stark ausgeprägt ist.
Die Bergstraße durchzieht drei Landkreise und zwei kreisfreie Städte: Darmstadt, Landkreis Darmstadt-Dieburg, Landkreis Bergstraße, Heidelberg und den Rhein-Neckar-Kreis. Der nördliche Abschnitt zählt zu Hessen, der südliche zu Baden-Württemberg. Die Landesgrenze liegt zwischen Heppenheim und Laudenbach.

## Geschichte
Die Bergstraße wurde bereits in römischer Zeit als Handels- und Heerstraße benutzt (→ Römerstraße). Der Name ist seit dem Jahre 1165 („bergstrasen“) belegt. Der Name strata montana (als latinisierte Form von „Bergstraße“) stammt demgegenüber nicht von den Römern, sondern aus der Zeit des Humanismus. Aus früherer Zeit sind die Namen strata publica (795), platea montium (819) und montana platea (1002) überliefert.
Unter anderem aufgrund oben genannter Veränderungen von Fließgewässerverläufen hat sich die Straßenführung im Lauf der Jahrhunderte mancherorts leicht verändert.
In Heppenheim wurden im Jahre 1955 bei Kanalarbeiten Reste der alten römischen Pflasterstraße entdeckt und in die Ferdinand-Feuerbach-Anlage (Ecke Karlstraße/Karl-Marx-Straße) umgebettet. Seit Ende 2021 kann die Straße im Stadtpark (Am Graben) besichtigt werden (Fläche ca. 20 m²).

## Ortschaften

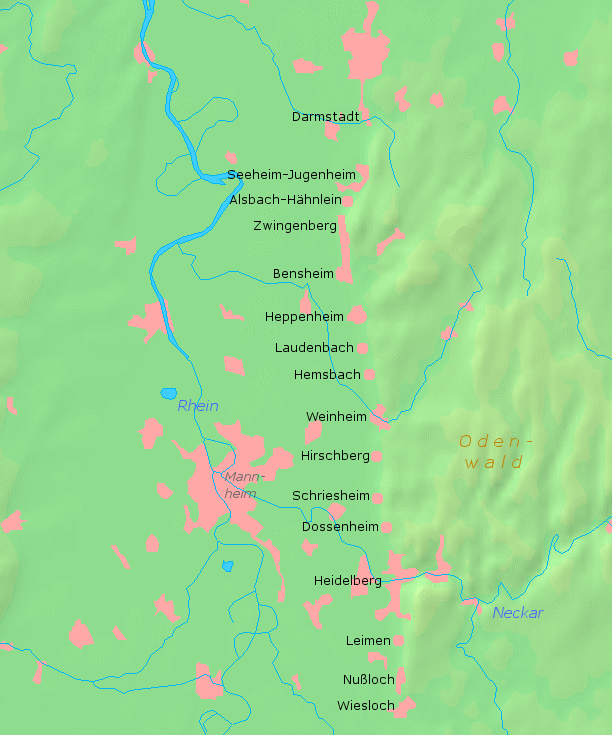
Städte und Gemeinden an der Bergstraße

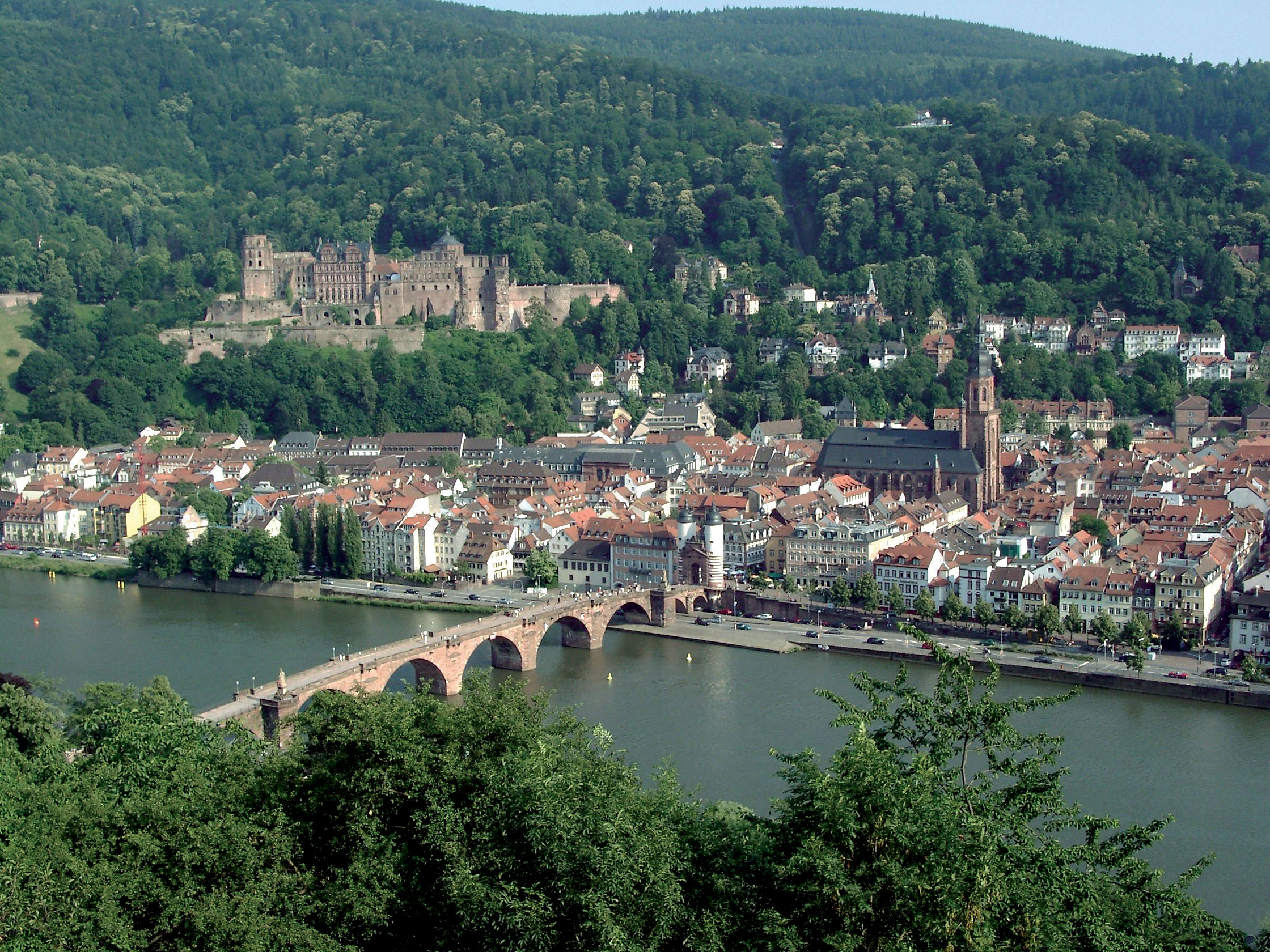
Blick vom Philosophenweg auf die Heidelberger Altstadt mit Schloss, Heiliggeistkirche und Alter Brücke über den Neckar

Die Bergstraße verläuft durch folgende Städte und Gemeinden (von Nord nach Süd):
in Hessen:
- Darmstadt
  - Darmstadt
  - Darmstadt-Eberstadt

Modau
- Seeheim-Jugenheim (Alte Bergstraße)
  - Malchen
  - Seeheim
  - Jugenheim
- Alsbach-Hähnlein (Alte Bergstraße)
  - Alsbach
- Bickenbach (Neue Bergstraße)
- Zwingenberg
- Bensheim
  - Auerbach
  - Bensheim

Lauter
- Heppenheim

in Baden-Württemberg:
- Laudenbach
- Hemsbach
- Weinheim
  - Sulzbach

Weschnitz
  - Weinheim
  - Lützelsachsen
  - Hohensachsen
- Hirschberg
  - Großsachsen
  - Leutershausen
- Schriesheim
- Dossenheim
- Heidelberg
  - Heidelberg-Handschuhsheim
  - Heidelberg-Neuenheim

Neckar
  - Heidelberg
  - Heidelberg-Rohrbach
- Leimen
- Nußloch
- Wiesloch

## Berge und Erhebungen
Folgende Erhebungen und Höhenburgen des Naturraums Bergstraße, nahe gelegene Berge des Odenwaldes („→“) und Flusstäler („↓“) flankieren, von Norden nach Süden, die Bergstraße – mit Höhe in Meter (m) über Normalhöhennull (NHN; wenn nicht anders genannt laut):
- Ludwigshöhe (242,1 m), unmittelbar südlich Darmstadts; mit Ludwigsturm (AT)
- Prinzenberg (241 m)
- Wolfhart (224 m)
- → Bordenberg (257 m)
- ↓ Modau mit Darmstadt-Eberstadt
- → Frankensteinmassiv
  - → Kohlberge (270 m)
  - → Schloßberg/Frankenstein (ca. 370 m), zwischen Malchen (W) und Nieder-Beerbach (O); mit Burg Frankenstein
  - → Langenberg (ca. 430 m), zwischen Seeheim (SW) und Nieder-Beerbach (NO), Landkreis Darmstadt-Dieburg, Hessen:
    - → Nordkuppe: Ilbes-Berg (419,7 m); mit Magnetsteinen
    - → Mittlere Kuppe (ca. 430 m), mit Berggipfel
    - → Südkuppe (421,6 m)
- ↓ Elsbach mit Seeheim
- → Tannenberg (339,5 m), ostnordöstlich Jugenheims; mit Burg Tannenberg (Ruine)
- → Heiligenberg (215 m), unmittelbar östlich Jugenheims; mit Klosterruine und hinter einer Senke am Schlossteich Schloss Heiligenberg (218 m)
- → Marienberg (331,6 m), ost-ostsüdöstlich Jugenheims
- Burg Jossa (Ruine; ca. 290 m), auf einem Nordwestsporn des Darsbergs
- → Darsberg (Dagsberg; 373,9 m), östlich Alsbachs, aber noch auf Jugenheimer Gemarkung
- Alsbacher Schloss (257 m), unmittelbar südöstlich Alsbachs, am Nordwesthang des Melibikus
- → Melibokus (517,4 m), östlich Zwingenbergs; mit Aussichtsturm, Gaststätte, ehem. Radarturm der US-Streitkräfte
- → Auerberg (345,9 m), bei Auerbach, Südausläufer des Melibokus; mit Schloss Auerbach (Burgruine), Sendeturm
- Kirchberg (220,6 m), unmittelbar nordöstlich Bensheims; mit Kirchberghäuschen (Gaststätte); auf Südwestsporn des Felsbergs
- ↓ Lauter mit Bensheim
- ↓ Meerbach mit Bensheim
- Hohberg (185,6 m), unmittelbar östlich Bensheims; mit Sendemast/-turm
- Hemsberg (262,2 m), südöstlich Bensheims; mit Bismarckturm (z. T. bewirtschaftet), mit Sendemast/-turm
- Hubenhecke (269,1 m), zwischen Heppenheim (SW) und Hambach (NO)
- Steinkopf (201,0 m),[2] bei Heppenheim; mit Sendemast/-turm
- Schloßberg (294,6 m), unmittelbar nördlich der Altstadt von Heppenheim; mit Starkenburg und Jugendherberge
- ↓ Stadtbach mit Heppenheim
- Wilhelmshöhe (284 m), unmittelbar östlich der Heppenheimer Altstadt
- Essigkamm (230,5 m), unmittelbar südöstlich der Heppenheimer Altstadt
- Steinberg (294 m), südöstlich Heppenheims und nordöstlich Laudenbachs
- → Steinkopf (402,1 m), nordöstlich Laudenbachs
- Ehrenberg 279 m, unmittelbar nordöstlich Laudenbachs; Westsüdwestausläufer des Steinkopfes
- → Bocksberg (347,3 m), ostsüdöstlich Hemsbachs; mit Waldnerturm (AT) am Nordostsporn
- → Saukopf (348,2 m), nordöstlich Weinheims; mit Saukopftunnel und Hirschkopfturm (AT) am Südausläufer Hirschkopf (345,7 m)
- ↓ Weschnitz mit Weinheim
- → Wachenberg (ca. 400 m), östlich Weinheims; mit Wachenburg (314 m), Sendemast/-turm
- Schlossberg (220,5 m),[2] unmittelbar östlich der Weinheimer Altstadt; mit Burg Windeck (Burgruine); auf einem Südwestsporn des Wachenbergs
- → Geiersberg (340,6 m), östlich von Lützelsachsen
- → Hohe Waid (455,1 m), südöstlich von Leutershausen und nordöstlich von Schriesheim
- ↓ Kanzelbach mit Schriesheim
- Strahlenburg (210 m) auf Nordwestsporn (Schlossberg) des Ölbergs, unmittelbar östlich Schriesheims
- → Ölberg (449,7 m), südöstlich Schriesheims
- → Weißer Stein (548,1 m), deutlich östlich von Dossenheim und der Bergstraße; mit Weisser-Stein Turm (AT), Gaststätte, Fernmeldeturm, Sendeturm
- → Hoher Nistler (495,8 m); Südwestausläufer des Weißen Steins nordöstlich Handschuhsheims
- → Heiligenberg (439,9 m), nordöstlicher Stadtberg Heidelbergs; mit Ringwall, Heidenloch, Michaelskloster, Heidelberger Thingstätte, Bismarckturm
- → Michelsberg (Michaelsberg; 375,5 m), bei Heidelberg, Vorgipfel des Heiligenbergs; mit Stephanskloster und Heiligenbergturm (AT)
- ↓ Neckar mit Heidelberg
- Heidelberger Schloss (um 200 m) am Nordwesthang des deutlich zurück versetzten Königstuhls (567,8 m); Heidelberger Bergbahn; mehrere Fernmeldetürme
- → Gaisberg (Geißberg; 375,6 m); südöstlicher Stadtberg Heidelbergs; mit Gaisbergturm (AT)

## Naturräumliche Gliederung
Der Naturraum Bergstraße umfasst die dem Odenwald westlich vorgelagerten Hänge mit Höhenlagen von 120 m bis 220 m ü. NHN, die in Einzelerhebungen auch bis knapp 300 m ü. NHN erreichen. Die erstmals im Handbuch der naturräumlichen Gliederung Deutschlands (3. Lieferung 1956; Kartierung 1954, 1960 korrigiert) ausgewiesene Haupteinheit wird wie folgt zugeordnet und gegliedert:
- (zu 20–23 Oberrheinisches Tiefland)
  - (zu 22 Nördliches Oberrheintiefland)
    - 226 Bergstraße (88,4 km²)[4], von Nord nach Süd:
      - 226.7 Bessunger Hang
      - 226.6 Eberstädter Becken
      - 226.5 Nördliche Bergstraße
      - 226.4 Mittlere Bergstraße
      - 226.3 Südliche Bergstraße[6]
      - 226.2 Heidelberger Taltrichter
      - 226.1 Gaisbergfuß

Die eigentliche Kernlandschaft zieht sich von südlich Darmstadt-Eberstadt bis zum Talkessel des Neckars bei Heidelberg. Sein sehr schmaler Nordteil um Seeheim endet im Süden unmittelbar nordwestlich des Melibokus. Am Mittelteil liegen insbesondere die Städte Bensheim und Heppenheim; er endet unmittelbar vor dem Austritt der Weschnitz aus dem Mittelgebirge bei Weinheim, der bereits den Südteil einleitet.
Südlich des Heidelberger Kessels flankiert der Gaisbergfuß noch bis etwa Wiesloch den Kleinen Odenwald.

## Landschaft
Nach der Bergstraße ist auch die Landschaft in deren unmittelbaren Umgebung benannt. Sie zeichnet sich durch ein besonders mildes und sonniges Klima (ca. 1500 Sonnenstunden jährlich) und den frühesten Frühlingsbeginn Deutschlands aus. Das Zusammentreffen mit günstigen Bodenverhältnissen (fruchtbarer Lößboden) macht die Bergstraße zu einem der reichsten Fruchtgärten Deutschlands mit Weinbau, Obst, Mandeln, Edelkastanien und Walnüssen. Als Weinbaugebiet ist die Bergstraße zweigeteilt, in einen nördlichen hessischen und einen südlichen badischen Abschnitt. Berühmt ist die Bergstraße für ihre Mandelbäume, die hier gedeihen und im März bereits blühen. Aber auch andere mediterrane Pflanzen wie Feigen und Ölbäume wachsen hier.
Kaiser Joseph II. (1765–1790) soll deshalb, als er auf der Rückreise von Frankfurt an der Bergstraße Halt machte, ausgerufen haben: „Hier fängt Deutschland an, Italien zu werden“.
Die Bergstraße ist als Teil des Ballungsgebietes Rhein-Main-Neckar hoch entwickelt und industrialisiert. Daneben hat der Tourismus eine Bedeutung. Die wichtigsten Sehenswürdigkeiten neben der Landschaft selbst sind Heidelberg mit Heidelberger Schloss und Heidelberger Altstadt, das Jugendstilzentrum Darmstadt mit Mathildenhöhe und Darmstädter Künstlerkolonie, die Kette der Burgen am Westrand des Odenwaldes – Burg Frankenstein bei Darmstadt-Eberstadt, die Burgruine Tannenberg und die Mauerreste der Burg Jossa bei Seeheim-Jugenheim, das Alsbacher Schloss über Alsbach, das Auerbacher Schloss über Auerbach, die Starkenburg über Heppenheim, die Wachenburg und die Burg Windeck über Weinheim, die Strahlenburg über Schriesheim, die Ruine Schauenburg über Dossenheim – sowie die malerischen Altstadtkerne in vielen Städten und Gemeinden, vor allem die (mit Ausnahme der Stadtmauern) fast völlig erhaltene Altstadt von Heppenheim mit prächtigem Rathaus, Marktplatz, „Dom der Bergstraße“ und zahlreichen mittelalterlichen Fachwerkbauten; ferner die Altstadtkerne von Zwingenberg (mit Resten der alten Stadtmauer), Bensheim und Weinheim, ebenso das kleine Schloss Heiligenberg über Jugenheim, welches der Familie von Battenberg gehörte, welche nun mit anglisiertem Namen Mountbatten dem englischen Königshaus angehört, sowie das Fürstenlager, eine der ersten Kuranstalten im Tal über Auerbach.
Eine herausragende Sehenswürdigkeit nahe der Bergstraße ist die aus karolingischer Zeit stammende Torhalle des untergegangenen Klosters Lorsch, die zum Weltkulturerbe zählt.
Der Wanderer kann die Bergstraße über den Blütenweg Bergstraße erschließen, der sich von Nord nach Süd durch alle Ortschaften an der Bergstraße auf halber Höhe schlängelt.

## Besiedlungsgeschichte
Der Bergsträßer Raum war schon früh besiedelt. Die zahlreichen Ausgrabungsfunde reichen bis in die Zeit der Ackerbau und Viehzucht treibenden Band- und Schnurkeramiker (ca. 2500 bis 1500 v. Chr.) zurück. In römischer Zeit wurde die Besiedelung weiter vorangetrieben und unterschiedlich große Landgüter (villae rusticae) angelegt, die zwischen 120 und 260 nach Christus die dominierenden Wirtschaftseinheiten des Gebirgsrandes der Bergstraße darstellten. Die bedeutendste Ausgrabung einer villa rustica an der Bergstraße befindet sich in Hirschberg. Hier wurde in den Jahren 1984 bis 1987 der komplette Grundriss eines aufwändig ausgestatteten römischen Bades sowie das Hauptgebäude mit mehrteiligem Raumprogramm und einem Zierteich ausgegraben. Am Hemsberg zwischen Bensheim und Heppenheim wurden ebenfalls Reste einer römischen Villa entdeckt. Dauerhafte städtische Siedlungen entstanden jedoch in der Römerzeit an der Bergstraße noch nicht, wohl aber in der näheren Umgebung (Lopodunum/Ladenburg und Borbetomagus/Worms). Dagegen war die Bergstraße schon früh ein Zentrum der seit dem 5. Jahrhundert vordringenden Franken, aus deren Zeit die ersten urkundlichen Erwähnungen fast aller Städte und Gemeinden an der Bergstraße stammen (die ältesten für Heppenheim und Weinheim in der Urkunde vom 17. Juli 755).

## Natürlich Bergstraße

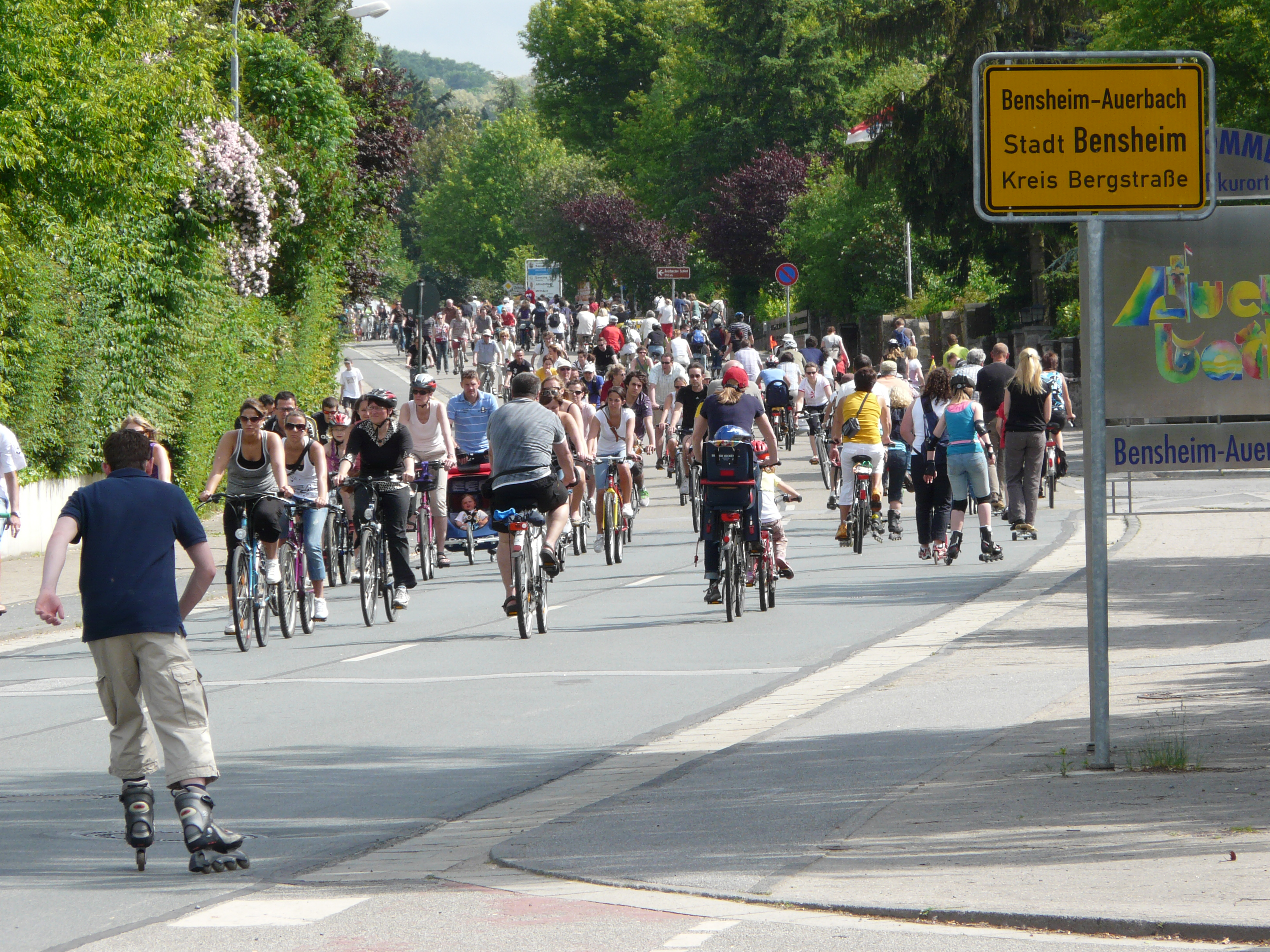
Natürlich Bergstraße (autofreier Sonntag)

Alle zwei Jahre war die Hessische Bergstraße von Darmstadt-Eberstadt bis Heppenheim an einem Sonntag von 10 bis 18 Uhr für den Autoverkehr gesperrt. Unter dem Motto Natürlich Bergstraße gehörte die Bundesstraße 3 dann Radfahrern, Wanderern und Inline-Skatern. Über 100 lokale Vereine, Gruppen, Institutionen, Einzelhändler, Winzer und Gastronomen sorgten auf der etwa 30 Kilometer langen Strecke für Unterhaltung und Versorgung. Erstmals fand die Veranstaltung 1993 statt. Ursprünglich im jährlichen Rhythmus fand sie zuletzt im Zweijahresrhythmus im Monat Mai statt. Die letzten Termine waren:
- am 22. Mai 2005
- am 6. Mai 2007
- am 17. Mai 2009
- am 15. Mai 2011

Aus finanziellen Gründen findet die Veranstaltung seitdem nicht mehr statt.

## Filme
- Expedition in die Heimat. Unterwegs an der Bergstraße. Dokumentarfilm, Deutschland, 2016, 44:45 Min., Moderation: Anna Lena Dörr, Buch und Regie: Jo Müller, Produktion: SWR, Reihe: Expedition in die Heimat, Erstsendung: 8. April 2016 bei SWR, Inhaltsangabe von ARD und online-Video verfügbar bis 8. April 2017; mit Flugaufnahmen per Drohne.
- Entdeckungen zwischen Odenwald und Bergstraße. Dokumentarfilm, Deutschland, 2015, 89:04 Min., Buch und Regie: Volker Janovsky, Produktion: Hessischer Rundfunk, Reihe: Themenwoche Heimat, Erstsendung: 4. Oktober 2015 bei hr-fernsehen, Inhaltsangabe von ARD und online-Video verfügbar bis 4. Oktober 2016.
- Fahr mal hin. Mandelblüte an der Bergstraße – Dem Frühling auf der Spur. Dokumentarfilm, Deutschland, 2013, 29 Min., Buch und Regie: Daniel Richter, Produktion: AV Medien, SWR, Reihe: Fahr mal hin, Erstsendung: 12. März 2013 bei SWR, Inhaltsangabe von SWR.
- Frühlingsreise an die blühende Bergstraße. Dokumentarfilm, Deutschland, 2012, 43:30 Min., Moderation: Annette Krause, Buch und Regie: Gerd Ries, Produktion: SWR, Reihe: Frühlingsreise, Erstsendung: 28. Mai 2012 bei SWR, Inhaltsangabe von ARD.
- So war das alte Hessen – Die Bergstraße. Dokumentarfilm, Deutschland, 2010, 30 Min., Buch und Regie: Jörg Adrian Huber, Produktion: Hessischer Rundfunk, Reihe: So war das alte Hessen, Erstsendung: 13. September 2011 bei hr-fernsehen, Inhaltsangabe von ARD.